# 金森頼元
金森 頼元（かなもり よりもと）は、江戸時代中期の美濃国郡上藩の世嗣。官位は従五位下・出雲守。

## 略歴
2代藩主・金森頼錦の長男として誕生。初名は頼門。亥之助。靭負。
延享元年（1744年）4月末日、8代将軍・徳川吉宗に拝謁する。翌延享2年12月16日に従五位下出雲守に叙任され、延享4年6月17日、菊間詰めとなる。宝暦8年（1758年）12月25日、父・頼錦の罪に連座して改易となる。明和3年（1766年）4月25日に赦免され、安永9年1月4日（1780年1月28日）に没する。